# 호남고속
호남고속(鎬南高速)은 전북특별자치도의 버스 업체이다. 주사무소는 전주시 덕진구 신복천변로 28 (팔복동1가)이다. 계열사로는 호남제일고등학교를 운영하고 있는 학교법인 경초학원, 전주시의 택시회사인 신진교통 등이 있다.

## 역사
1980년 4월 1일 처음으로 설립된 호남여객자동차(湖南旅客自動車)가 시초다. 같은 해인 6월에 청소년 선도 및 보호 육성 표창장을 받았다. 1981년, 고지용 전북 경찰국장으로부터 감사패를 받았고, 1982년 전주직행(현 전주고속)의 노선 일부를 인수하면서 시외버스 사업에 진출하였다. 1984년 우수업체로 선정이 되었고, 1987년 새마을운동 표창장을 받았다. 1993년, 대표자가 김재호에서 김택수로 바뀌게 되었고, 같은 해인 육상 운송 진흥 및 국가 산업 발전 표창장을 받게 되었다. 1994년, 고속면허 취득으로 상호가 현재의 사명으로 변경되었다. 1997년 학교법인 경초학원을 설립하여 전주시내버스 업체인 전일여객(학교법인 천만학원)의 전일여고를 인수해서 호남제일여고로 바꾸고, 2003년 호남제일여고를 호남제일고로 다시 교명을 바꾸고 오늘에 이르고 있다. 전라북도 지역 신문사인 전북도민일보사의 회장(김택수)으로 재직중이다

## 운행 노선

### 고속버스
2019년 4월 기준이다. 모든 노선이 시외버스에서 고속버스로 전환된 노선이다.
| 운행 노선   | 공동 운행사 | 운행구간 | 운행구간 | 운행구간 | 경유지 | 운행 대수 | 운행 대수 | 비고 |
| 운행 노선   | 공동 운행사 | 운행구간 | 운행구간 | 운행구간 | 경유지 | 일반      | 우등      | 비고 |
| ----------- | ----------- | -------- | -------- | -------- | ------ | --------- | --------- | ---- |
| 서울 ↔ 부안 |             | 서울호남 | ↔        | 부안     |        | 12        | -         |      |

### 서울호남 출발 노선
- 서울호남 → 고창(정안알밤휴게소 경유, 대한고속, 전북고속과 공동운행)
- 서울호남 → 진안(봉동 경유, 전북고속과 공동운행)
- 서울호남 → 순창(전북고속과 공동운행)

### 서울남부 출발 노선
- 서울남부 → 전주(전북고속과 공동운행)
- 서울남부 → 전주대학교(전북고속과 공동운행)
- 서울남부 → 임실(전주 경유, 전북고속과 공동운행)
- 서울남부 → 한일장신대 (전주대, 전주 경유 전북고속과 공동 운행)
- 서울남부 → 삼례, 우석대학교 (일부 시간대 3공단 경유, 전북고속과 공동운행)
- 서울남부 → 익산(전북고속과 공동운행)

### 인천 출발 노선
- 인천 → 군산(전북고속, 금남고속과 공동운행)
- 인천 → 부안(김제 경유, 경기고속과 공동운행)
- 인천 → 정읍(경기고속과 공동운행)

### 부천 출발 노선
- 부천 → 전주(일부시간대 시화, 안양 경유, 대원고속과 공동운행)
- 부천 → 익산(군산 경유, 경기고속, 전북고속과 공동운행)

### 전주 출발 노선
- 전주 → 의정부(대원고속과 공동운행)
- 전주 → 안산(금남고속과 공동운행)
- 전주 → 평택(천안, 성환 경유, 대원고속, 금남고속, 전북고속과 공동운행)
- 전주 → 수원(금남고속과 공동운행)
- 전주 → 서대전(완행노선, 금남고속과 공동운행)
- 전주 → 순창(남노송동, 임실, 청웅, 강진 경유, 전북고속과 공동운행)
- 전주 → 반선(남노송동, 임실, 오수, 남원, 운봉, 인월 경유, 전북고속과 공동운행)
- 전주 → 화엄사(남노송동, 임실, 오수, 남원, 곡성, 구례 경유)

### 군산 출발 노선
- 군산 → 동서울(익산 경유, 경기고속, 전북고속과 공동운행)
- 군산 → 고양(안산 경유, 대원고속과 공동운행)
- 군산 → 안산(대원고속과 공동운행)
- 군산 → 동대전(금남고속, 전북고속과 공동운행)
- 군산 → 청주(대야, 익산, 유성 경유, 전북고속, 금남고속, 충북리무진과 공동운행)

### 익산 출발 노선
- 익산 → 인천국제공항(대야,군산, 송도 경유, 전북고속, 금남고속과 공동운행)

### 시내버스
시내, 순환 노선에는 모두 타 업체와 함께 공동 배차에 참여하고 있으며, 시민여객, 전일여객, 제일여객, 성진여객과 함께 1달 간격으로 순환하면서 배차에 참여하고 있다.

## 현재 보유 차량

#### 기아(시외부 한정)
- 기아 뉴 그랜버드 파크웨이
- 기아 뉴 그랜버드 블루스카이
- 기아 뉴 그랜버드 이노베이션 션샤인
- 기아 뉴 그랜버드 슈퍼 프리미엄 파크웨이
- 기아 뉴 그랜버드 슈퍼 프리미엄 실크로드 캄

#### 현대자동차
- 현대 그린시티
- 현대 뉴 슈퍼 에어로시티
- 현대 저상 뉴 슈퍼 에어로시티
- 현대 일렉시티 FCEV
- 현대 뉴 프리미엄 유니버스 스페이스 럭셔리 (시외부 한정)
- 현대 뉴 프리미엄 유니버스 익스프레스 프라임 (시외부 한정)
- 현대 뉴 프리미엄 유니버스 엘레강스 FCEV
- 현대 뉴 프리미엄 유니버스 프라임 EX

## 갤러리

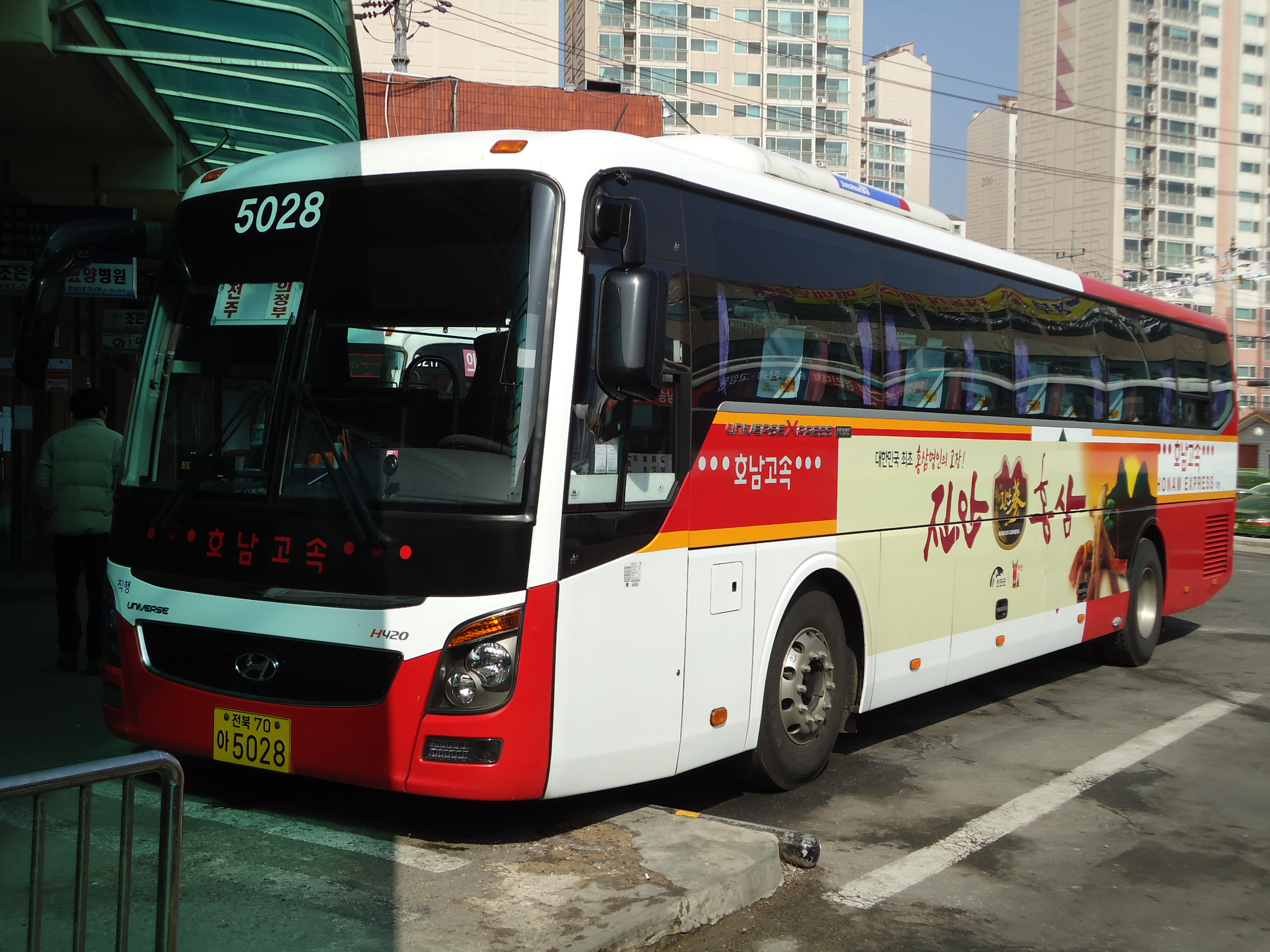
현대 뉴 프리미엄 유니버스 익스프레스 프라임
에어로 익스프레스 하이클래스
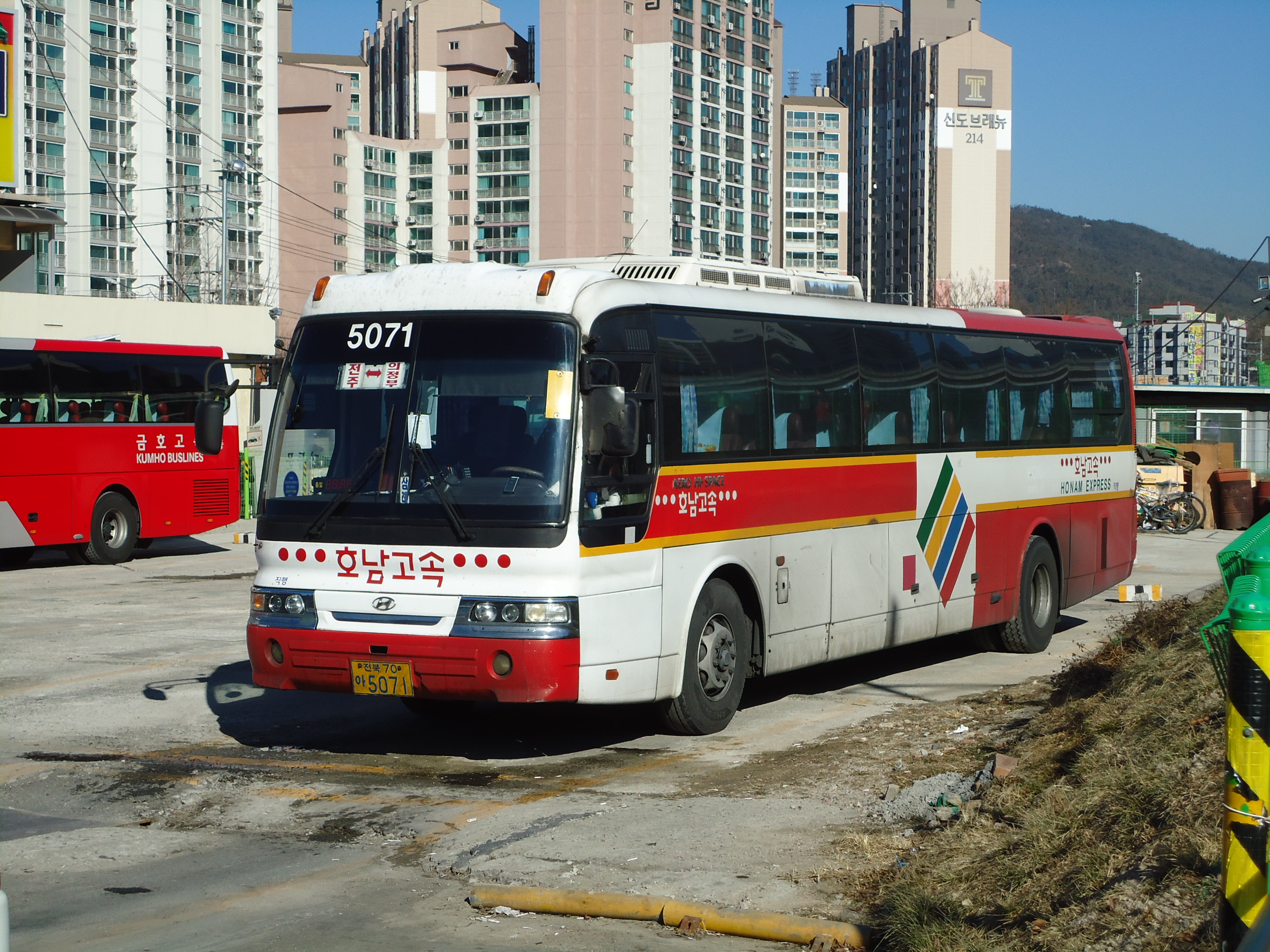
현대 에어로 하이스페이스
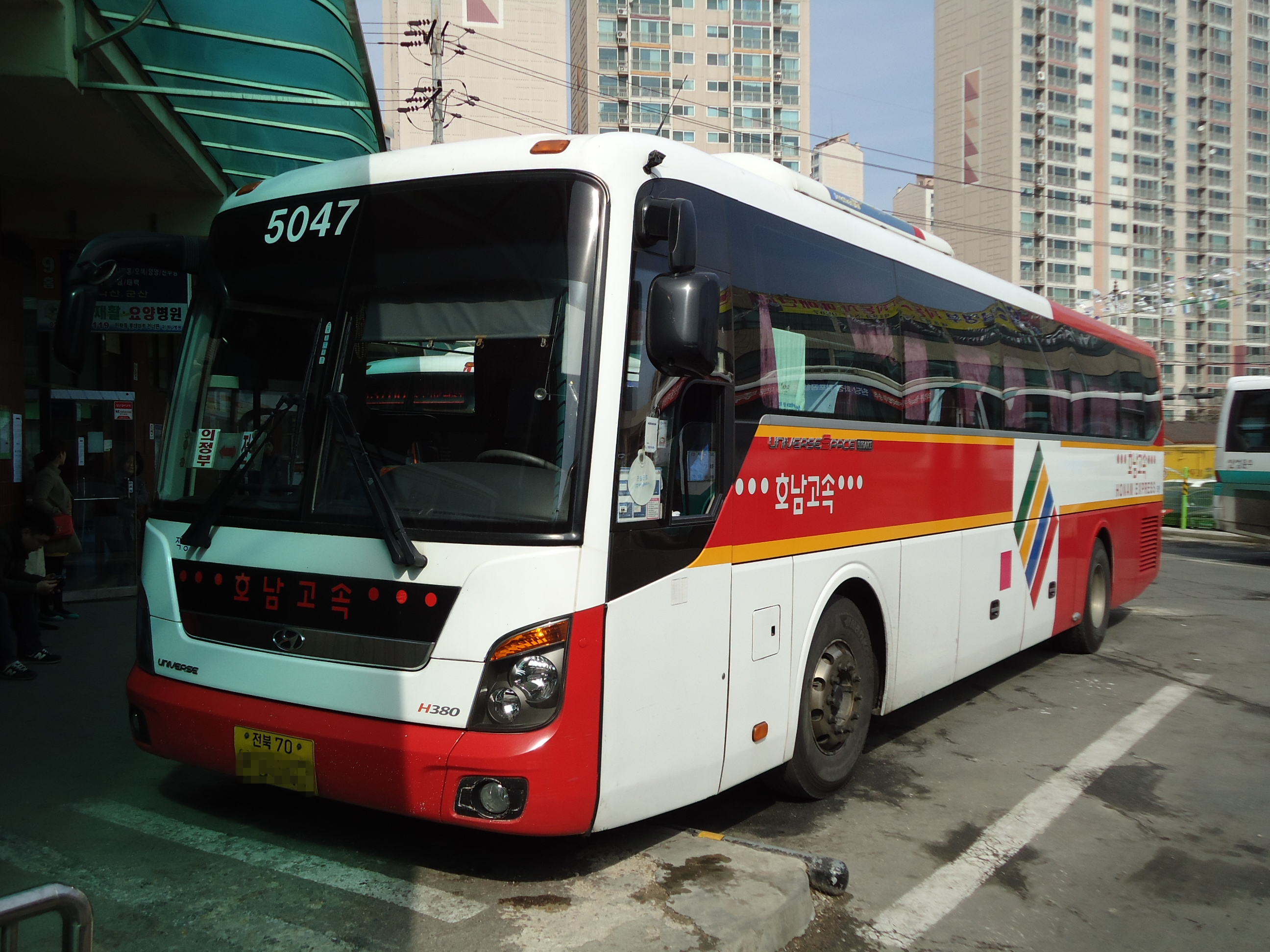
현대 유니버스 엘레강스
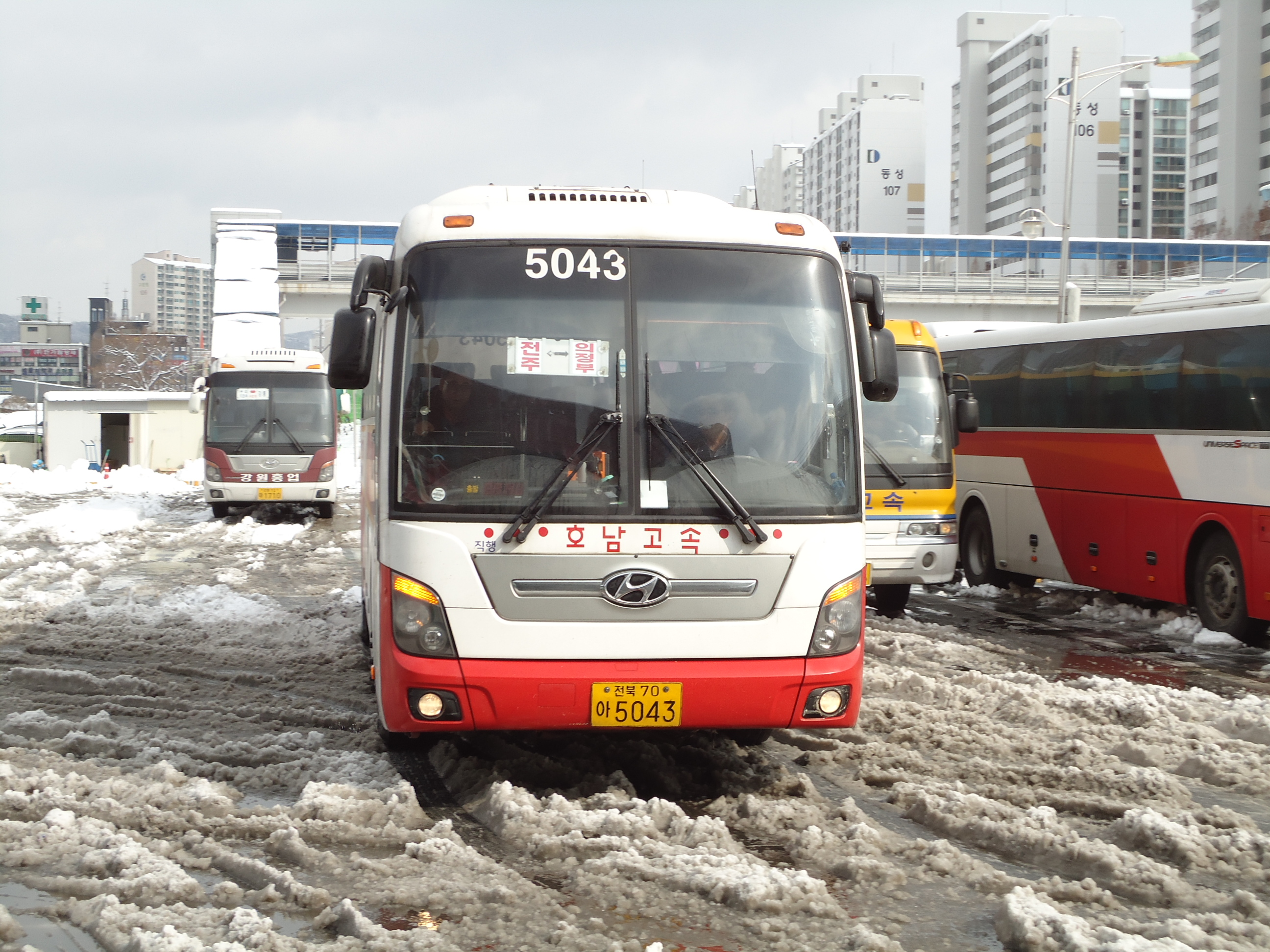
현대 유니버스 익스프레스 프라임
기아 그랜버드 SDⅡ 파크웨이
호남고속 로얄 크루저
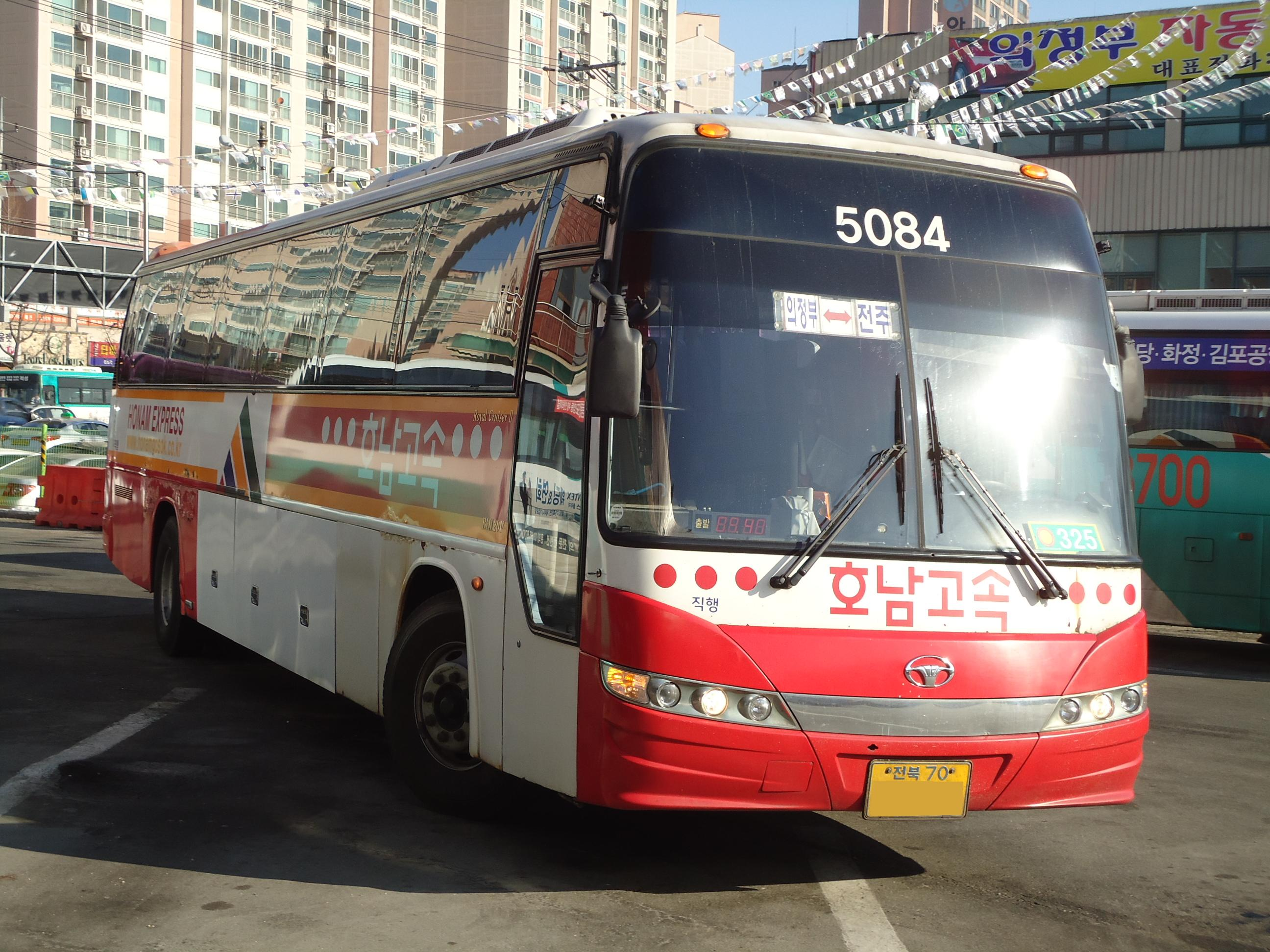
로얄크루저Ⅱ
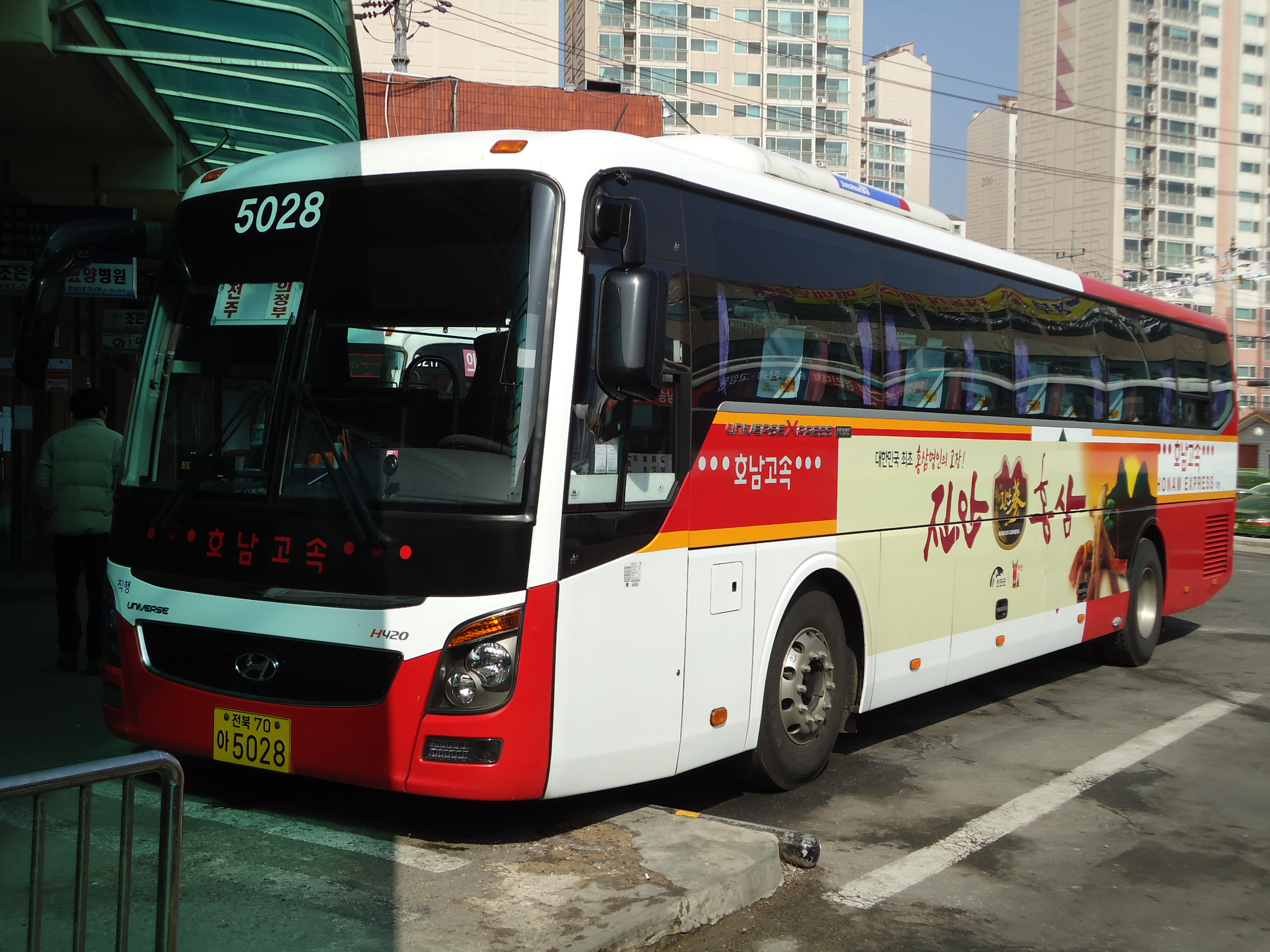